# Волкова, Елена Анатольевна
Еле́на Анато́льевна Во́лкова (в девичестве — Кундалева; род. 17 октября 1962, Новоульяновск, Ульяновская область РСФСР) — советская и российская волейболистка, российский волейбольный тренер, игрок сборной СССР (1984—1986). Чемпионка Европы 1985. Центральная блокирующая. Мастер спорта международного класса (1985).

## Биография
Начала заниматься волейболом в Новоульяновске. В 1990—1998 годах выступала за челябинские команды «Политехник»/«Технолог»/ЧМС/«Метар». Обладатель Кубка России (1993, 1996, 1997).
В сборной СССР выступала в 1984—1986 годах. В её составе: чемпионка Европы 1985, бронзовый призёр Кубка мира 1985, победитель Игр доброй воли 1986, серебряный призёр турнира «Дружба-84», участница чемпионата мира 1986.
С 1993 работает тренером (до 1998 — играющий тренер). Тренировала женские команды: 1993—2006 — «Метар»/«Автодор-Метар» Челябинск (1997—2001, 2003—2006 — тренер, 2001—2003 — главный тренер), 2006—2008 — «Спарта» Нижний Новгород (старший тренер). С 2009 — главный тренер команды «Университет-Визит» (Пенза).